# Управление штаба ВМС Израиля
Управление штаба ВМС Израиля (ивр. מספן המטה‎) — одно из пяти управлений командования Военно-морских сил Израиля.
На Управление возлагается строительство сил ВМС, оно контролирует выполнение этих задач и координирует работу межкорабельного штаба. Управление характеризует потребности ВМС в вооружении и кораблях, определяет очередность оснащения и развития этих средств и отвечает за их бюджетирование в соответствии с годовыми и многолетними планами работы. 
Начальник Управления — офицер в звании бригадного генерала («тат-алуф»), одновременно является заместителем командующего ВМС и замещает командующего в его отсутствие. 
Нынешним начальником Управления является бригадный генерал Гай Гольдфарб.

## Зоны ответственности
- Планирование и организация штаба военно-морских сил
- Характеристика потребностей ВМС в вооружении и информации; установление приоритетов в направлениях оснащения и развития этих средств
- Ответственность за бюджет ВМС
- Определение годового и многолетнего плана работы ВМС
- Представление ВМС перед Генеральным штабом АОИ, министерствами и зарубежными странами.

## Структура
Управление штаба имеет следующую структуру: 
- Планово-организационный отдел
- Подводный отдел
- Отдел вооружения
- Департамент бюджета и экономики
- Отдел информационных технологий, коммуникаций и кибернетической обороны
- Пресс-секретариат

## Главы управления
| #  | Имя               | Срок полномочий | Примечания                      | Изображение |
| -- | ----------------- | --------------- | ------------------------------- | ----------- |
| 1  | Давид Бен-Бешт    | 2002 — 2003     | В дальнейшем командующий флотом |             |
| 2  | Элиэзер Маром     | 2003 — 2004     | В дальнейшем командующий флотом |             |
| 3  | Юваль Цур         | 2004 — 2007     |                                 |             |
| 4  | Ноам Фейг         | 2007 — 2008     |                                 |             |
| 5  | Ран Бен-Иехуда    | 2008 — 2012     |                                 |             |
| 6  | Ярон Леви         | 2012 — 2014     |                                 |             |
| 7  | Эли Шарвит        | 2014 — 2016     | В дальнейшем командующий флотом |             |
| 8  | Дрор Фридман      | 2016 — 2019     |                                 |             |
| 9  | Давид Саар Салама | 2019 — 2021     | В дальнейшем командующий флотом |             |
| 10 | Гай Гольдфарб     | 2021 — н. в.    |                                 |             |